# John Momis
John Lawrence Momis (* 1942 in Salamaua) ist der dritte Präsident der autonomen Region Bougainville (Autonomous Region of Bougainville), der einzigen autonomen Region in Papua-Neuguinea.
Momis wuchs in Morou Village, nahe Buin, in Südbougainville auf. Seinen Sekundarschulabschluss erwarb er in Australien. 1970 wurde er nach einer Ausbildung in Papua-Neuguinea und am St. Brendan’s College in Yeppoon, Australien, zum katholischen Priester ordiniert.
John Momis wurde von 1972 bis 2002 siebenmal als Mitglied für Bougainville in das Parlament von Papua-Neuguinea gewählt. Von 1972 bis 1975 war er der De-facto-Vorsitzender des Verfassungsausschusses, der die Verfassung von Papua-Neuguinea ausarbeitete. Als erster Minister für Dezentralisierung war er verantwortlich für die Einführung von 19 Provinzregierungen in Papua-Neuguinea. Von 1999 bis 2005 war John Momis Gouverneur von Bougainville. Er gab dieses Amt auf, um 2005 bei den ersten Wahlen zur Autonomen Regierung Bougainvilles als Präsident zu kandidieren. Momis erreichte den zweiten Platz hinter Joseph Kabui.
Momis spielte eine führende Rolle in den Verhandlungen, die zum Friedensabkommen von Bougainville und anschließend zur Gewährung der Autonomie für Bougainville führten.
Während seiner politischen Laufbahn war Momis 1985 stellvertretender Ministerpräsident und Minister für den öffentlichen Dienst in der Regierung von Michael Somare, sowie von Juli 2007 bis zum 9. Januar 2010 Botschafter von Papua-Neuguinea in der Volksrepublik China. Seit dem 9. Juni 2010 ist er der gewählte Präsident der autonomen Region Bougainville von Papua-Neuguinea.
Momis gewann die Präsidentschaftswahl mit rund 40.000 Stimmen, während der Zweitplatzierte, der scheidende Präsident James Tanis rund 16.000 Stimmen erhielt.